# Platte County (Nebraska)
Platte County is een county in de Amerikaanse staat Nebraska.
De county heeft een landoppervlakte van 1.756 km² en telt 31.662 inwoners (volkstelling 2000). De hoofdplaats is Columbus.

## Bevolkingsontwikkeling

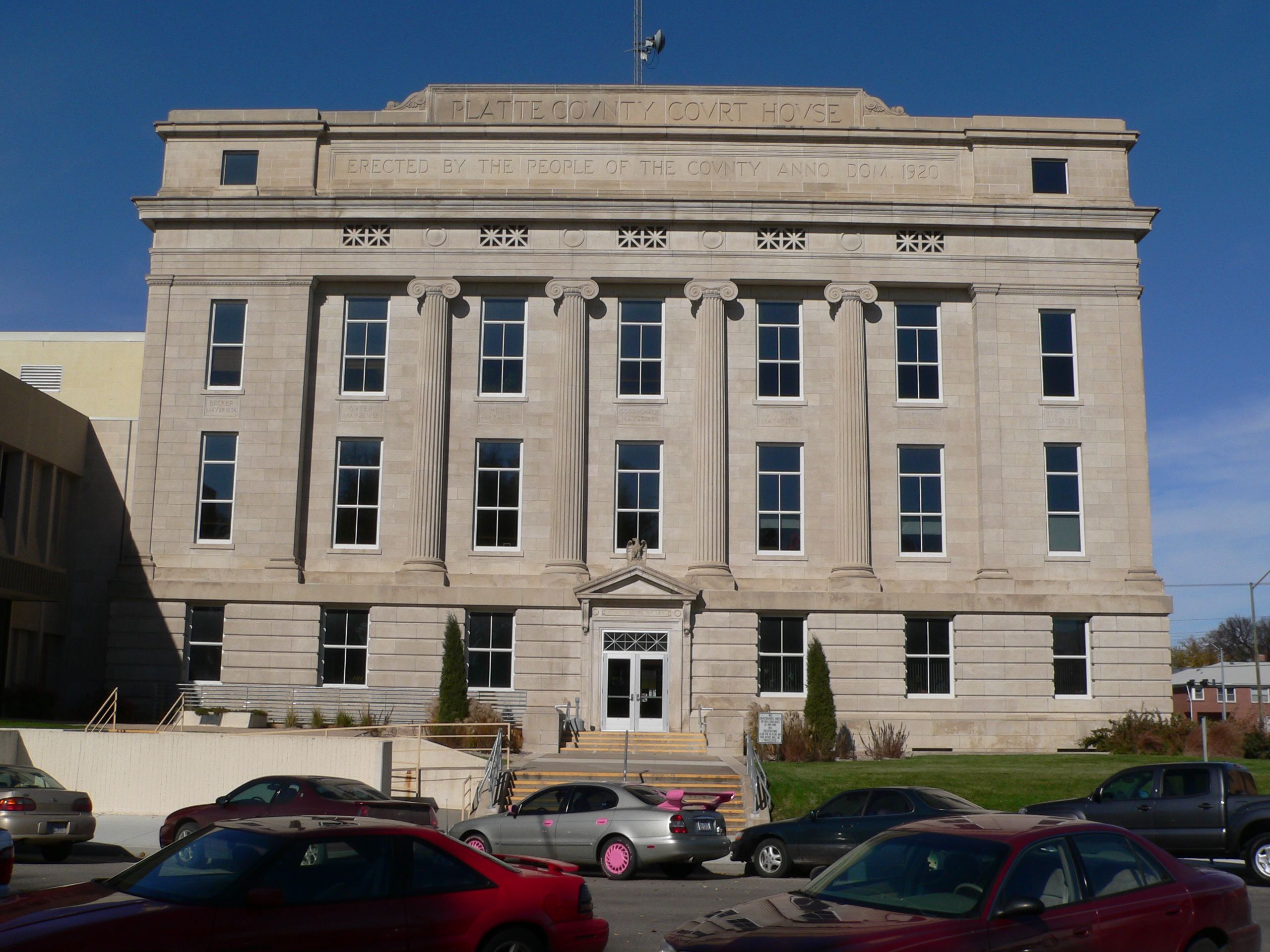
Platte County Courthouse